# Felsőtárnok (Szlovákia)
Felsőtárnok (1890-ig Felső-Trnavka, szlovákul: Horná Trnávka) Mailáth településrésze, korábban önálló falu Szlovákiában, a Besztercebányai kerületben, a Garamszentkereszti járásban.

## Fekvése
Garamszentkereszttől 12 km-re, nyugatra fekszik.

## Története
A 18. század végén Vályi András így ír róla: „Alsó, Felső Trnavka. Két tót falu Bars Várm. földes Urok a’ Selmetzi Bányászi Kamara, lakosaik katolikusok, és másfélék, fekszenek N. Lovtsához, és Zdonyához nem meszsze, és azoknak filiáji; földgyeik középszerűek, legelőjök elég, makk termő erdejek is van."
A 19. század közepén Fényes Elek eképpen írja le: „Trnavka (Felső-), tót falu, Bars vmegyében, a hegyek közt: 290 kath. lak. F. u. a kamara. Ut. p. Selmecz."
Borovszky monográfiasorozatának Bars vármegyét tárgyaló része szerint: „Felsőtárnok a Garamvölgy közelében fekvő tót kisközség, 318 róm. kath. lakossal. E község 1424-ben szerepel először Felseutharnoka alakban, mint a saskői vár tartozéka; később a kincstár tulajdonába került. Már 1563-ban, a mikor Dóczy Gábor volt a földesura, Felseő Thernavka alakban félig magyar, félig tót néven találjuk említve, míg azután később Trnavka lett a neve. Temploma nincsen. Postája Nagylócsa, távirója Garamszentkereszt, vasúti állomása Geletnek."
A trianoni diktátumig Bars vármegye Garamszentkereszti járásához tartozott.

## Népessége
1910-ben 345, túlnyomórészt szlovák anyanyelvű lakosa volt.

## Külső hivatkozások
- Községinfó
- Felsőtárnok Szlovákia térképén